# Principio de buena fe
La buena fe (del latín, bona fides) es un principio general del derecho, consistente en el estado mental de honradez, de convicción en cuanto a la verdad o exactitud de un asunto, hecho u opinión, título de propiedad, o la rectitud de una conducta. Exige una conducta recta y honesta en relación con las partes interesadas en un acto, contrato o proceso. Además de poner al bien público sobre el privado dando a entender que se beneficiará las causas públicas sobre la de los gobernadores o sectores privados.
Para efectos del derecho procesal, Eduardo Couture lo definía como la “calidad jurídica de la conducta legalmente exigida de actuar en el proceso con probidad, con el sincero convencimiento de hallarse asistido de razón”. En este sentido, este principio busca impedir las actuaciones abusivas de las partes, que tengan por finalidad alargar un juicio.
La buena fe es aplicada en diversas ramas del derecho. En el derecho civil, por ejemplo, a efectos de la prescripción adquisitiva de un bien, en virtud del cual a quien lo ha poseído de buena fe se le exige un menor tiempo que a aquel que lo ha hecho de mala fe. En general, en las diversas ramas del derecho reciben un tratamiento diferenciado las personas que actuaron de buena o de mala fe.
En los circuitos políticos del siglo en curso (generalmente latinoamericanos), se utiliza la denominación "probidad" como condición de bondad, rectitud o transparencia en el proceder de los empleados públicos; puede contraponerse al término "corrupción".